# Astronomia amatoriale

Tre astrofili osservano il cielo estivo

L'astronomia amatoriale è quella parte dell'astronomia che viene svolta dagli astrofili (dal greco astèr, "stella", e philos "amico"), appassionati di astronomia sprovvisti di qualifiche proprie della professione di astronomo ma che tuttavia si dilettano nello studio e nell'osservazione dei fenomeni astronomici. In pratica la parola "astronomo" è riservata ai professionisti (ad esempio laureato in astrofisica ); mentre "astrofilo" è riservata ai non professionisti appassionati di astronomia.
L'astronomia amatoriale ha svolto e continua a svolgere un ruolo molto importante all'interno dell'astronomia. La mancanza di strumenti estremamente avanzati (disponibili soltanto presso i grandi osservatori astronomici, o a bordo di sonde spaziali) impedisce ai dilettanti di compiere ricerche in particolari settori dell'astrofisica.
Tuttavia il ruolo degli astrofili è fondamentale nei settori dell'astronomia in cui sono necessarie un grande numero di osservazioni e una costanza che gli astronomi professionisti non sono in grado di mantenere. I settori in cui gli astrofili mantengono un ruolo di un certo rilievo sono:
- L'osservazione solare per la determinazione del numero di macchie solari e successivamente del numero di Wolf
- L'osservazione planetaria, degli asteroidi, delle eclissi di Sole e di Luna.
- La scoperta di nuove comete, supernove, asteroidi, nove.

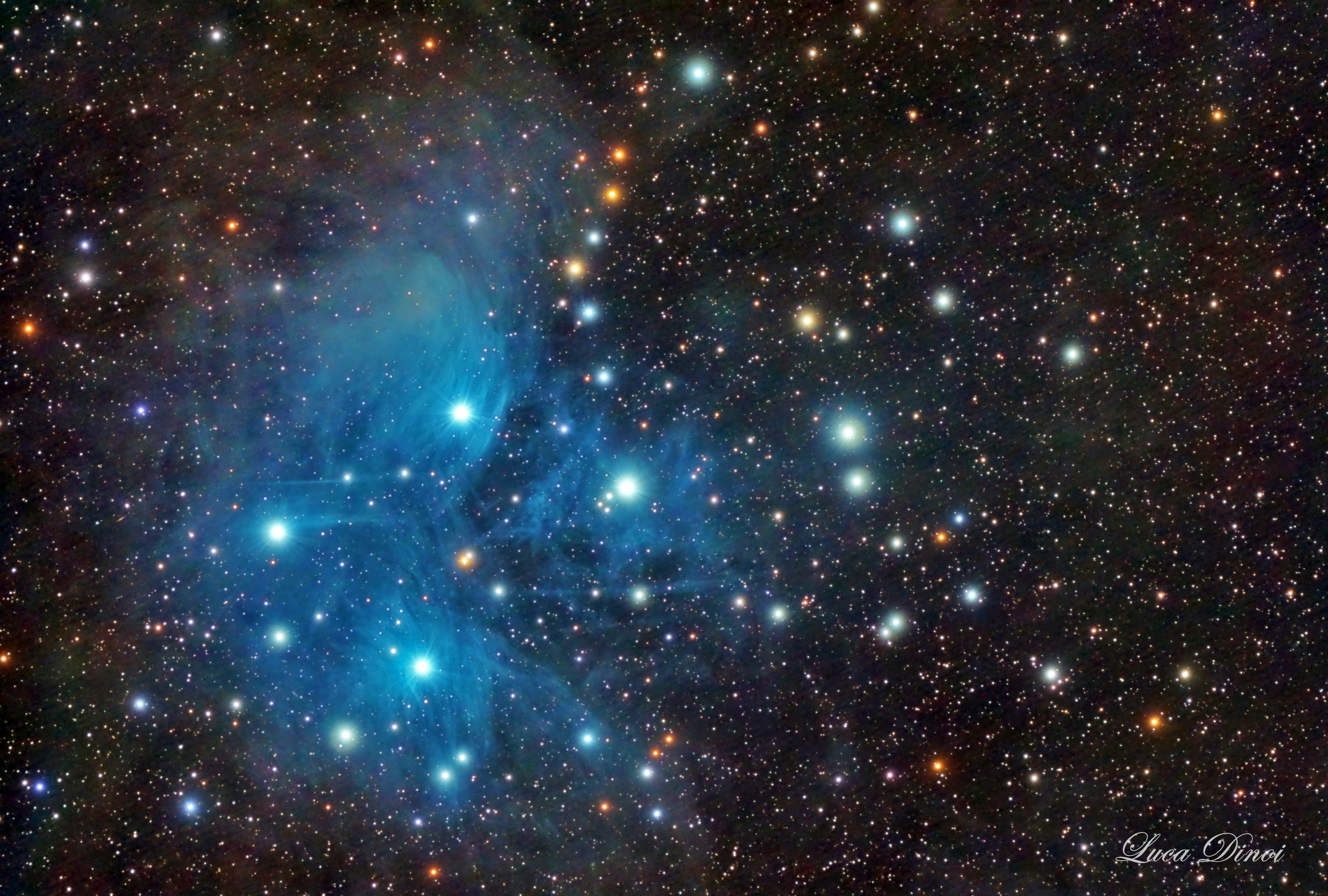
Ammasso aperto delle Pleiadi immortalate con telescopio tripletto apocromatico e camera astronomica.

La prima attestazione in italiano del termine "astrofilo" potrebbe collocarsi verso l'inizio dell'Ottocento.
Un astrofilo possiede generalmente un piccolo telescopio ed un corredo di piccoli accessori coi quali ama passare le notti all'aperto osservando visivamente o fotograficamente la volta stellata.

## Organizzazione tecnica e logistica
Gli astrofili, quando non operano autonomamente, sono spesso organizzati in gruppi, in genere indicati con: Gruppo (degli) astrofili di...(località). I gruppi sono spesso necessari, a causa delle non trascurabili necessità tecniche e logistiche che si presentano per effettuare delle proficue osservazioni astronomiche. Occorre infatti allontanarsi sempre più spesso dalle città (a causa dell'inquinamento atmosferico e luminoso) e ciò comporta l'impiego di idonei mezzi di trasporto. Possono essere altresì utili telescopi di diverso tipo (ogni partecipante in genere porta il suo), oppure accessori per il corretto impiego del telescopio. Inoltre alcune foto astronomiche sono molto impegnative in termini di tempo e impegno richiesto e ciò richiede un affiatamento e spiccate doti partecipative dei singoli.
In Italia, da circa quarant'anni a questa parte, l'UAI (Unione astrofili italiani) si è presa l'incarico volontario di promuovere sia una serie di studi e di osservazioni pratiche, e sia la divulgazione dell'astronomia a livello non professionale. Tale associazione si propone come un punto di riferimento per una parte di essi. L'UAI riunisce circa 40 associazioni e un numero non precisato di astrofili singoli, distribuiti sul territorio italiano. Periodicamente promuove campagne osservative, serate di divulgazione astronomica aperte al pubblico, e anche la divulgazione dell'astronomia all'interno degli istituti scolastici.

## Strumentazione campale
Alcuni gruppi di astrofili possono disporre di attrezzature di tutto rispetto, a volte addirittura possedere un piccolo osservatorio astronomico con cupola. Più spesso, un gruppo di astrofili è fornito di alcuni piccoli telescopi. La domanda di specifici strumenti ha visto nascere industrie specializzate nel settore opto-elettronico in grado di fornire telescopi e accessori realizzati su misura per l'astrofilo. Le qualità più apprezzate nei telescopi amatoriali sono: la compattezza, la leggerezza e, non ultimo, l'entità della correzione delle aberrazioni residue nei vetri e specchi ottici.

## Attività e finalità

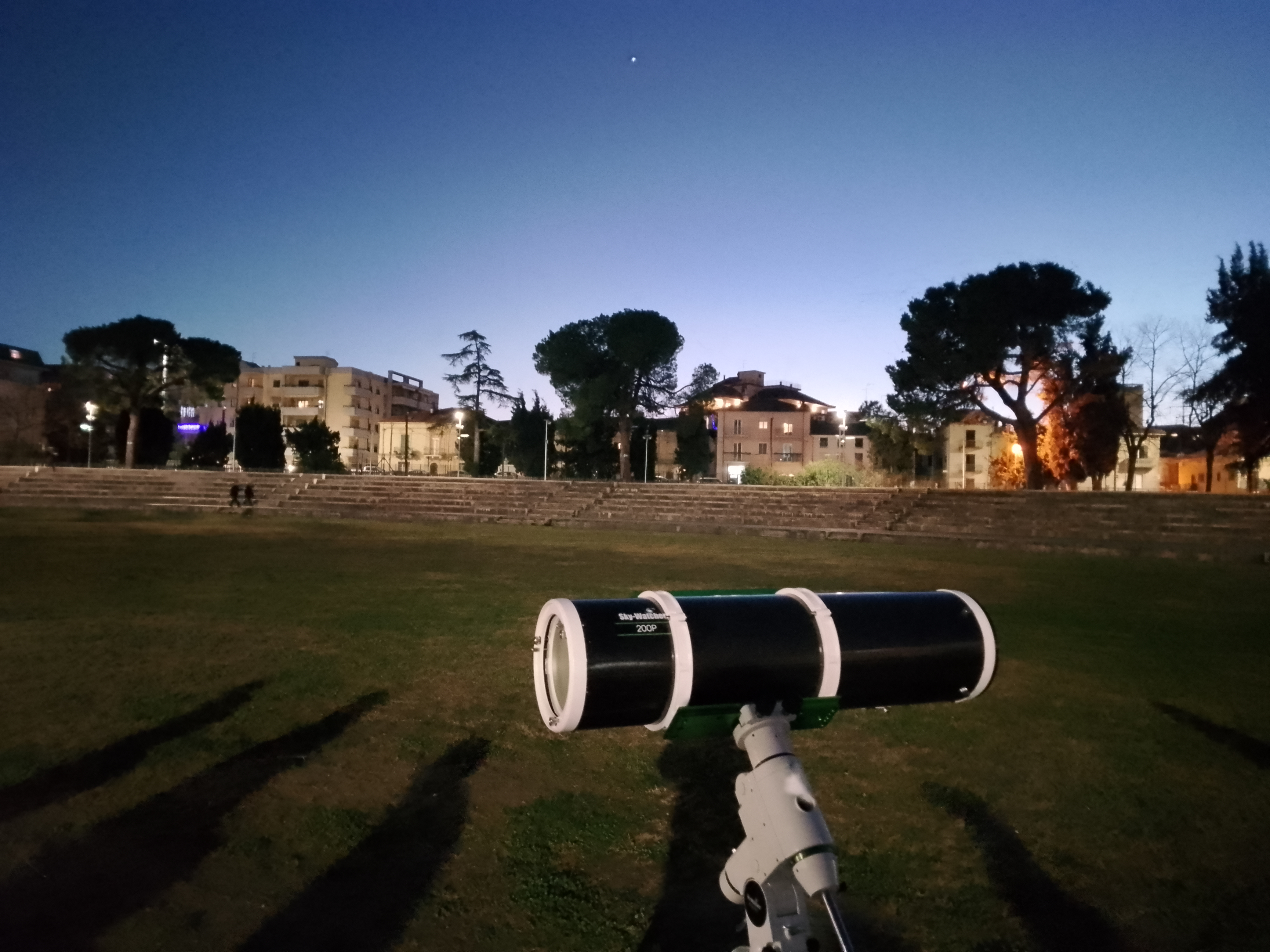
Telescopio Sky-Watcher del Gruppo Astrofili Frentani di fronte a Venere, poco prima dell'inizio di un evento pubblico di divulgazione astronomica a Lanciano.

Le attività principali dell'astrofilo sono molteplici: si va dall'osservazione del cielo notturno ad occhio nudo, col binocolo e col telescopio, alla fotografia di oggetti celesti mediante il telescopio (o astrofotografia), per finire con ricerche di comete e di altri corpi celesti.  Alcuni di loro, a causa principalmente dell'inquinamento luminoso notturno, si dedicano con profitto alle osservazioni del Sole oppure alla radio astronomia.
A differenza di alcune scienze, in astronomia i dilettanti possono portare contributi importanti in alcuni settori: prima di tutto nella divulgazione astronomica, avvicinando le persone all'astronomia per mezzo di serate dedicate all'osservazione del cielo e conferenze. L'attenzione e l'interesse pratico degli astrofili spazia nei settori scientifici più disparati come ad esempio l'osservazione di stelle variabili e stelle doppie le quali possono, a volte, essere trascurate dagli astronomi professionisti, perché gli oggetti da sorvegliare oltre ad essere tantissimi, convergono sovente in studi e ricerche non adeguatamente sovvenzionate. Siccome sono numericamente molti gli astrofili che si dedicano con passione a queste misure trascurate dai professionisti, non è raro trovare pubblicati articoli di dilettanti nelle riviste scientifiche del settore. Anche la ricerca di supernovae è molto praticata dagli astrofili, così come la ricerca di nuove comete.
In generale, tutte le ricerche astronomiche con esiti imprevedibili (come l'apparizione di nuove comete) ma anche quelle di routine (es.: monitoraggio delle stelle variabili, occultazioni di stelle da parte della Luna e degli asteroidi, ecc.) e dove però gli oggetti abbiano una luminosità sufficiente per essere osservati con piccoli telescopi, possono ricevere un contributo dagli astrofili.